# Pierrefiche (Aveyron)
 Pierrefiche  (en occitano Pèiraficha d'Òlt) es una población y comuna francesa, situada en la región de Mediodía-Pirineos, departamento de Aveyron, en el distrito de Rodez y cantón de Saint-Geniez-d'Olt.

## Demografía
| 252 | 205 | 203 | 199 | 238 | 273 |
| Para los censos de 1962 a 1999 la población legal corresponde a la población sin duplicidades (Fuente: INSEE [Consultar]) |     |     |     |     |     |